# Kirchheller Heide, Schwarzbach
Das Naturschutzgebiet Kirchheller Heide, Schwarzbach liegt auf dem Gebiet der Stadt Dinslaken im Kreis Wesel in Nordrhein-Westfalen.
Das aus drei Teilflächen bestehende Gebiet erstreckt sich südwestlich von Kirchhellen, einem Stadtbezirk von Bottrop. Nördlich verläuft die Landesstraße L 462, östlich die L 621 und westlich die L 397 und die A 3. Nördlich des Gebietes liegt der Flugplatz Dinslaken/Schwarze Heide.

## Bedeutung
Für Dinslaken ist seit 1993 ein etwa 216 ha großes Gebiet unter der Kenn-Nummer WES-057 als Naturschutzgebiet ausgewiesen. Schutzziele sind
- der Erhalt und die Wiederherstellung eines Quellbaches und naturnaher Auen- und Bruchwaldreste,
- der Erhalt, die Optimierung und Entwicklung naturnaher Laubwälder als Lebensraum zahlreicher Tier- und Pflanzenarten sowie
- der Erhalt und die Wiederherstellung naturnaher Waldbereiche mit naturnahem Tieflandsbach, Feuchtheidefragmenten und Bruchwaldrelikten auf Torfauflage als gefährdete Biozönose.[2]